# Championnats d'Europe de triathlon 2001
Navigation
Édition précédente Édition suivante
Les championnats d'Europe de triathlon 2001 sont la dix-septième édition des championnats d'Europe de triathlon, une compétition internationale de triathlon sous l'égide de la fédération européenne de ce sport. L'épreuve est constituée de 1 500 mètres de natation, 40 kilomètres de vélo puis 10 kilomètres de course à pied.
Cette édition se tient dans la ville tchèque de Karlovy Vary et elle est remportée par le tchèque Filip Ospalý chez les hommes et par la britannique Michelle Dillon chez les femmes.

## Palmarès

### Hommes
| Rang               | Triathlète          | Temps          |
| ------------------ | ------------------- | -------------- |
| Médaille d'or      | Filip Ospalý        | 2 h 3 min 55 s |
| Médaille d'argent  | Ivan Rana           | 2 h 4 min 1 s  |
| Médaille de bronze | Eric Van der Linden | 2 h 4 min 20 s |
| 4                  | Andrew Johns        | 2 h 4 min 55 s |
| 5                  | Reto Hug            | 2 h 4 min 58 s |
| 6                  | Andreas Raelert     | 2 h 5 min 2 s  |
| 7                  | Joachim Willén      | 2 h 5 min 24 s |
| 8                  | Tim Don             | 2 h 5 min 34 s |
| 9                  | Marc Jenkins        | 2 h 5 min 37 s |
| 10                 | Joachim Enzenhofer  | 2 h 5 min 58 s |

### Femmes
| Rang               | Triathlète          | Temps           |
| ------------------ | ------------------- | --------------- |
| Médaille d'or      | Michelle Dillon     | 2 h 20 min 1 s  |
| Médaille d'argent  | Kathleen Smet       | 2 h 20 min 7 s  |
| Médaille de bronze | Analeah Emmerson    | 2 h 20 min 15 s |
| 4                  | Wieke Hoogzaad      | 2 h 21 min 4 s  |
| 5                  | Stephanie Forrester | 2 h 21 min 20 s |
| 6                  | Joelle Franzmann    | 2 h 21 min 34 s |
| 7                  | Mieke Suys          | 2 h 23 min 0 s  |
| 8                  | Leanda Cave         | 2 h 23 min 23 s |
| 9                  | Ines Estedt         | 2 h 23 min 28 s |
| 10                 | Nina Anisimova      | 2 h 23 min 54 s |